# Färöische Fußballmeisterschaft 1979
Die Färöische Fußballmeisterschaft 1979 wurde in der 1. Deild genannten ersten färöischen Liga ausgetragen und war insgesamt die 37. Saison. Sie startete am 22. April 1979 und endete am 23. September 1979.
Aufsteiger NSÍ Runavík kehrte nach zwei Jahren in die höchste Spielklasse zurück. Meister wurde ÍF Fuglafjørður, die den Titel somit zum ersten Mal erringen konnten. ÍF blieb über die gesamte Spielzeit ungeschlagen. Dies schafften nach Einführung der 1. Deild bisher nur HB Tórshavn 1978 sowie B71 Sandur 1989. Titelverteidiger HB Tórshavn landete auf dem dritten Platz. Absteigen musste hingegen NSÍ Runavík nach einem Jahr Erstklassigkeit.
Im Vergleich zur Vorsaison verbesserte sich die Torquote auf 3,71 pro Spiel, was den höchsten Schnitt seit 1976 bedeutete. Den höchsten Sieg erzielte TB Tvøroyri durch ein 8:1 im Heimspiel gegen KÍ Klaksvík am zehnten Spieltag, was zugleich das torreichste Spiel darstellte.

## Modus
Durch die Aufstockung auf acht Mannschaften in der 1. Deild spielte jede Mannschaft nun an 14 Spieltagen jeweils zwei Mal gegen jede andere. Die punktbeste Mannschaft zu Saisonende stand als Meister dieser Liga fest, die letzte Mannschaft stieg in die 2. Deild ab.

## Saisonverlauf

### Meisterschaftsentscheidung
ÍF Fuglafjørður setzte sich am vierten Spieltag ungeschlagen an die Tabellenspitze, bis auf ein Unentschieden wurden bis zu diesem Zeitpunkt alle Spiele gewonnen. Die Führung hielt bis zum siebten Spieltag, musste dort jedoch nach einem 0:0-Unentschieden bei B36 Tórshavn an die zuvor punkt- und tordifferenzgleiche Mannschaft von TB Tvøroyri abgegeben werden, die ihr Spiel auswärts gegen NSÍ Runavík mit 5:0 gewinnen konnten und ebenfalls noch ungeschlagen waren. Am neunten Spieltag trafen beide Mannschaften aufeinander, wobei ÍF mit 3:1 die Oberhand behielt und sich wieder auf Platz eins setzte. Diese Position gaben sie bis zum Saisonende auch nicht mehr ab und blieben die gesamte Spielzeit ungeschlagen. Am letzten Spieltag fiel die endgültige Entscheidung. Hierbei verteidigte ÍF Fuglafjørður den Vorsprung von einem Punkt durch einen 3:1-Heimsieg gegen B36 Tórshavn, so dass der 3:2-Heimsieg von TB Tvøroyri gegen NSÍ Runavík nichts mehr nutzte.

### Abstiegskampf
NSÍ Runavík belegte ab dem dritten Spieltag durchgängig den letzten Rang. Den ersten Punktgewinn gab es am vierten Spieltag durch ein 1:1 im Heimspiel gegen den damaligen Siebten VB Vágur. Im weiteren Verlauf gelangen nur drei weitere Unentschieden und kein einziger Sieg, so dass am vorletzten Spieltag der Abstieg besiegelt wurde. Hierbei verlor NSÍ zu Hause mit 1:2 gegen MB Miðvágur und konnte den Abstand von Vier Punkten somit nicht mehr wettmachen.

## Abschlusstabelle
| Pl. | Verein             | Sp. | S  | U | N  | Tore    | Diff. | Punkte |
| --- | ------------------ | --- | -- | - | -- | ------- | ----- | ------ |
| 1.  | ÍF Fuglafjørður    | 14  | 11 | 3 | 0  | 034:900 | +25   | 25:30  |
| 2.  | TB Tvøroyri        | 14  | 11 | 2 | 1  | 044:180 | +26   | 24:40  |
| 3.  | HB Tórshavn (M, P) | 14  | 8  | 2 | 4  | 039:200 | +19   | 18:10  |
| 4.  | B36 Tórshavn       | 14  | 4  | 4 | 6  | 021:300 | −9    | 12:16  |
| 5.  | MB Miðvágur        | 14  | 3  | 5 | 6  | 022:270 | −5    | 11:17  |
| 6.  | KÍ Klaksvík        | 14  | 3  | 4 | 7  | 018:360 | −18   | 10:18  |
| 7.  | VB Vágur           | 14  | 1  | 6 | 7  | 018:330 | −15   | 08:20  |
| 8.  | NSÍ Runavík (N)    | 14  | 0  | 4 | 10 | 012:350 | −23   | 04:24  |

Platzierungskriterien: 1. Punkte – 2. Tordifferenz – 3. geschossene Tore

| (M) | Meister des Vorjahrs           |
| (P) | Pokalsieger des Vorjahrs       |
| (N) | Neuaufsteiger aus der 2. Deild |

## Spiele und Ergebnisse
|                 | B36 | HB  | ÍF  | KÍ  | MB  | NSÍ | TB  | VB  |
| --------------- | --- | --- | --- | --- | --- | --- | --- | --- |
| B36 Tórshavn    |     | 1:1 | 0:0 | 3:1 | 2:2 | 3:0 | 3:4 | 2:2 |
| HB Tórshavn     | 3:1 |     | 2:4 | 3:1 | 5:0 | 5:1 | 1:2 | 4:1 |
| ÍF Fuglafjørður | 3:1 | 3:2 |     | 4:0 | 2:0 | 3:1 | 3:1 | 1:1 |
| KÍ Klaksvík     | 1:3 | 1:3 | 0:5 |     | 0:0 | 1:0 | 1:1 | 2:0 |
| MB Miðvágur     | 4:1 | 1:3 | 0:2 | 1:1 |     | 2:2 | 3:5 | 6:0 |
| NSÍ Runavík     | 0:1 | 0:0 | 0:2 | 2:5 | 1:2 |     | 0:5 | 1:1 |
| TB Tvøroyri     | 5:0 | 3:1 | 1:1 | 8:1 | 2:0 | 3:2 |     | 2:1 |
| VB Vágur        | 4:0 | 1:6 | 0:1 | 3:3 | 1:1 | 2:2 | 1:2 |     |

## Trainer
| Mannschaft      | Trainer                 | Spieltage |
| --------------- | ----------------------- | --------- |
| B36 Tórshavn    | Sólbjørn Mortensen      | 01–14     |
| HB Tórshavn     | Jóhan Nielsen           | 01–14     |
| ÍF Fuglafjørður | Ronny Gunnarsson        | 01–14     |
| KÍ Klaksvík     | Steinbjørn Jacobsen     | 01–14     |
| MB Miðvágur     | Árni Frederiksen        | 01–14     |
| NSÍ Runavík     | Sverri Jacobsen         | 01–14     |
| TB Tvøroyri     | Henning Sejstrup Jensen | 01–14     |
| VB Vágur        | unbekannt               | 01–14     |

Während der gesamten Saison gab es abgesehen vom unklaren Status bei VB Vágur keine Trainerwechsel.

## Spielstätten
| Mannschaft      | Stadion        | Spielort     |
| --------------- | -------------- | ------------ |
| B36 Tórshavn    | Gundadalur     | Tórshavn     |
| HB Tórshavn     | Gundadalur     | Tórshavn     |
| ÍF Fuglafjørður | Í Fløtugerði   | Fuglafjørður |
| KÍ Klaksvík     | Við Djúpumýrar | Klaksvík     |
| MB Miðvágur     | Við Kirkjar    | Miðvágur     |
| NSÍ Runavík     | Við Løkin      | Runavík      |
| TB Tvøroyri     | Sevmýri        | Tvøroyri     |
| VB Vágur        | Á Eiðinum      | Vágur        |

## Schiedsrichter
Folgende Schiedsrichter, darunter einer aus Dänemark, leiteten die 56 Erstligaspiele (zu drei Spielen fehlen die Daten):
| Name                    | Stammverein     | Spiele |
| ----------------------- | --------------- | ------ |
| John Sigurd Joensen     | KÍ Klaksvík     | 05     |
| Levi Niclasen           | Royn Hvalba     | 05     |
| Baldvin Baldvinsson     | B36 Tórshavn    | 04     |
| Hans Erland í Brekkunum | EB Eiði         | 04     |
| Egga Jensen             | HB Tórshavn     | 04     |
| Jákup Fr. Joensen       | GÍ Gøta         | 04     |
| Hákun Egholm            | B36 Tórshavn    | 03     |
| Jørleif Næs             | Fram Tórshavn   | 03     |
| Manni Persson           | HB Tórshavn     | 03     |
| Jákup Simonsen          | ÍF Fuglafjørður | 03     |
| Rasmus Joensen          | EB Eiði         | 02     |
| Noel Niclasen           | B36 Tórshavn    | 02     |
| Torri Rasmussen         | SÍ Sørvágur     | 02     |

Weitere neun Schiedsrichter leiteten jeweils ein Spiel.

## Die Meistermannschaft
In Klammern sind die Anzahl der Einsätze genannt, die Anzahl der erzielten Tore ist nicht bekannt.
| 1. | ÍF Fuglafjørður |
|    | Páll Beder (1) \| Meinhardt Dalbúð (14) \| Pól Eldevig (4) \| Finnur Eliasen (1) \| Abraham Hansen (8) \| Sam Jacobsen (13) \| Sonni Jensen (14) \| Ovi Joensen (14) \| Hans Elias Joensen (2) \| Dave R. Jones (7) \| Herman Midjord (14) \| Jan Nielsen (13) \| Áku Petersen (14) \| Kristian Petersen (14) \| Kaj Eli Poulsen (13) \| Birgir Thomsen (14) ohne Einsatz: Ingimund Hansen \| Steinbjørn í Lambanum \| Jón N. Olsen - Trainer: Ronny Gunnarsson |

## Nationaler Pokal
Im Landespokal gewann HB Tórshavn mit 5:0 gegen KÍ Klaksvík. Meister ÍF Fuglafjørður schied bereits in der 3. Runde mit 1:2 gegen MB Miðvágur aus.